# Церковь Николая Чудотворца в Новой Слободе
Храм святителя Николая Чудотворца в Новой Слободе (храм Смоленской иконы Божией Матери в Новой Слободе) — православный храм в Тверском районе Москвы. Относится к Иверскому благочинию Московской епархии Русской православной церкви.
Первоначально церковь на этом месте появилась ещё в XVI веке. В дальнейшем храм несколько раз перестраивался. В 1903—1905 годах были построены сохранившиеся доныне шатровая колокольня и трапезная. В 1934 году был закрыт, в 1937 году передан под музей атеизма и перестоен с постройкой пятиэтажного фасада в стиле сталинской архитектуры, обретя свой современный вид. С 1945 по 2017 годы здесь располагались помещения студии Союзмультфильм. В феврале 2018 года здание окончательно передано Русской православной церкви. Намечены масштабные работы по ремонту здания.

## История

### Постройка храма
Первое упоминание о деревянном храме на этом месте относится к XVI веку. Деревянный однопрестольный храм «Николы под вязками» впервые упоминается в делах патриарших приказов в 1625 году. В XVII—XVIII веках за дворами западной стороны улицы кое-где сохранялись рощи. Вероятно, поэтому церковь Николы в Ново-Дмитровской слободе имела название «что под вязками», позже это название превратилось в «Подвески». Изначально его прихожанами были местные разночинцы. В 1631 году в приходе числилось 26 дворов.
С разрешения царя Алексея Михайловича на месте деревянного был выстроен каменный храм во имя Смоленской иконы Божией Матери. Время начала строительства точно не известно, однако из надписи на надгробии священника Кирилла Феодотова известно, что он служил при Николаевской, что в Новой слободе, церкви 40 лет, с 1672 года по 1712 год, и при нём церковь была отстроена. Главный престол во имя Смоленской иконы Божией Матери был освящён в 1703 году. При нём был придел во имя святителя Николая Чудотворца. Храм представлял собой двусветный четверик, то есть был квадратным в плане с двумя горизонтальными рядами окон, не разделёнными в интерьере перекрытием. К тому времени в приходе числилось 116 дворов.

В середине XVIII века к храму была пристроена колокольня, которая славилась величественностью и красотой; её точной копией была колокольня Николаевской церкви в Драчах. Самый крупный колокол весил более 105 пудов (около 1700 кг). Утверждают, что отливал его мастер Константин Николаев Слизов, отливший и большой Успенский колокол на Ивановской колокольне Московского Кремля. 

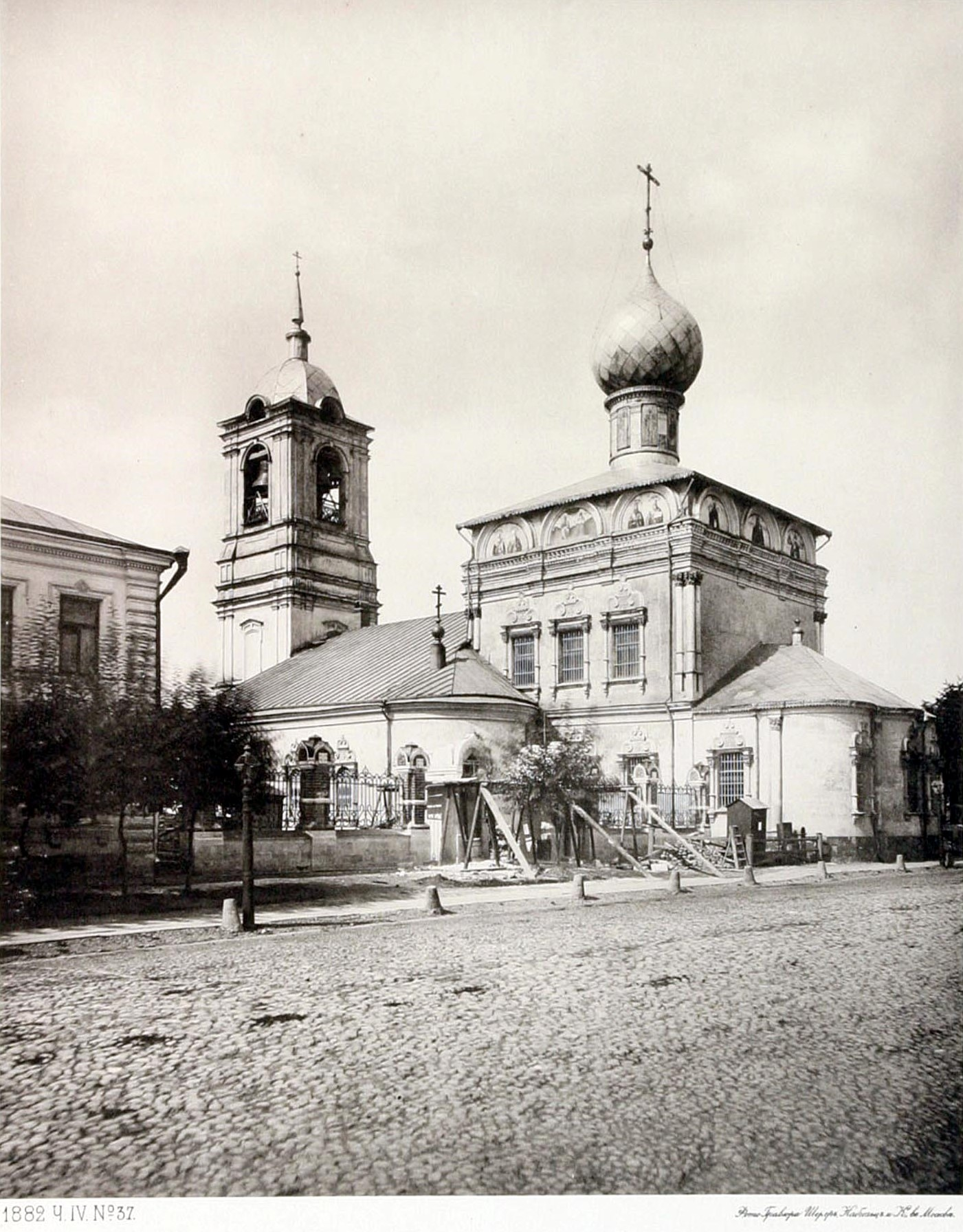
Фотография из альбома Николая Найдёнова, 1882 год

Тогда же в самом храме был устроен высокий четырёхъярусный иконостас. В целом это была типичная для Москвы небольшая приходская церковь с трапезной и колокольней.
В 1809 году на средства Натальи Владимировны Шереметевой был выстроен и освящён второй придел в честь Зачатия Иоанна Предтечи.
В 1812 году храм не горел, но в нём был устроен склад провианта. Храм ремонтировали в 1820-х годах, тогда же сделали новые решётки на окнах.
В 1860-х годах возникла первая идея расширения храма. Тогда же улица Долгоруковская получила своё название (в честь покойного московского генерал-губернатора князя Владимира Долгорукова) и стала застраиваться доходными домами. В 1863 году трапезная и главы были перекрыты белым железом.
В 1873 году проводили ремонт фасадов, покрытие из чугунных плит было заменено на подольский мрамор, выполнен новый резной иконостас главного храма, промыли и установили в нём иконы конца ХVII и начала XVIII веков.
Живший неподалёку от храма русский художник Василий Суриков изобразил его в левой части своей эпической картины «Боярыня Морозова» (1884—1887). Золотая глава храма замыкает перспективу дороги, по которой в санях везут боярыню Морозову. Очертания церкви на картине туманны: художник не хотел, чтобы она была узнаваема.

### С начала XX века до закрытия

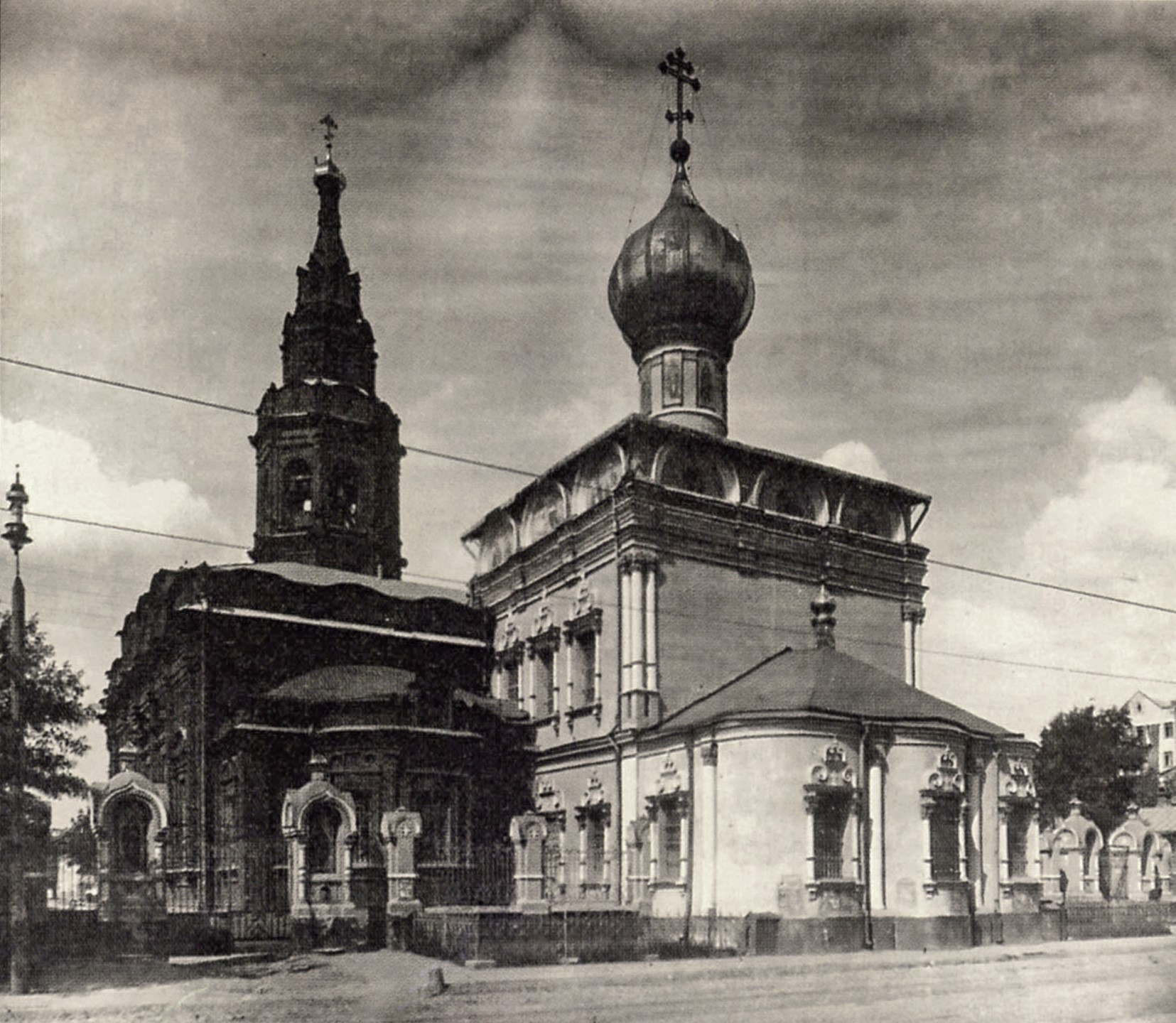
Церковь Николая Чудотворца в Новой Слободе после перестраивания. Около 1910 г.

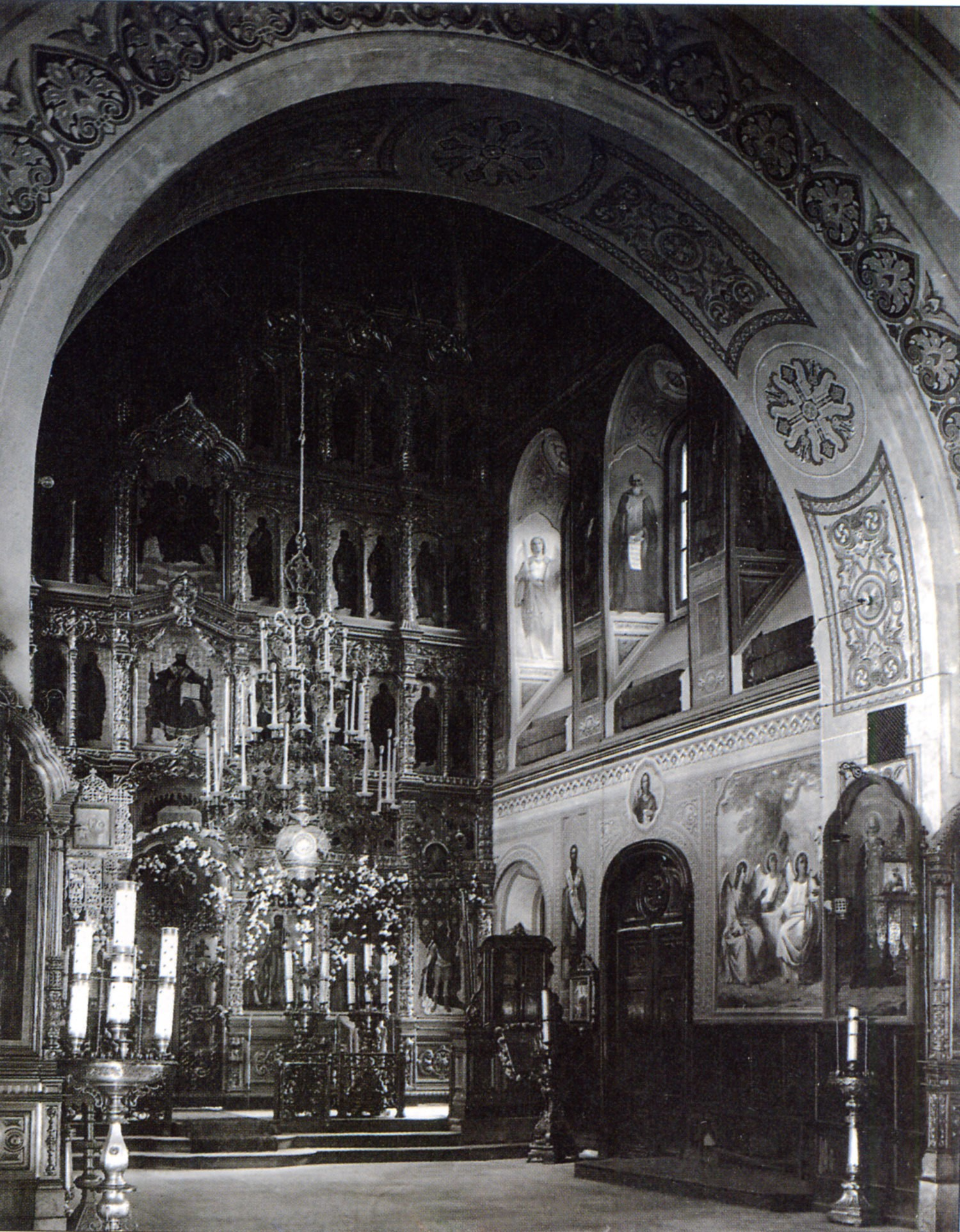
Интерьер церкви в 1914 году

В 1860-х годы появился первый план расширения храма, так как он уже не вмещал всех приходящих в него. Тогда же улица Долгоруковская получила своё название и стала застраиваться доходными домами. Храм тем временем ветшал и требовал срочного ремонта: в нём появлялись серьёзные трещины и даже провалы. Первоначально у причта было намерение полностью перестроить Никольскую церковь, создав совершенно новую постройку и поставив алтари придельных храмов рядом с алтарём главного храма. Однако на этот план наложило запрет Московское Археологическое общество. В результате был принят проект архитекторов Н. С. Курдюкова и С. Ф. Воскресенского, согласно которому главный храм оставался нетронутым, зато трапезная и колокольня выстраивались заново.
24 января 1903 года по указу Московской духовной консистории начались строительные работы под руководством специально созданной Строительной комиссии во главе с настоятелем храма протоиереем Петром Приклонским. 15 апреля того же года начали разбирать трапезную с колокольней, 15 июня заложили новые по плану и чертежу С. Ф. Воскресенского, работы производил Н. С. Курдюков. При сооружении трапезной со сводами без столбов, возможно, впервые в России было применено железобетонное перекрытие двоякой кривизны, спроектированное А. Ф. Лолейтом. Обширная трапезная с двумя приделами получила размеры 10 сажен 2 аршин 12 вершков, то есть 21,11 метров в длину; 13 сажен в ширину и 6 сажен в высоту. К концу 1903 года её возведение было окончено. 15 января 1904 года состоялось освящение Зачатьевского придела, а 8 ноября того же года — Никольского. После перестройки храм вместо 500 человек стал вмещать более 2000. В 1905 году под руководством подрядчика, крестьянина Владимирской губернии В. П. Низова была построена новая пятиярусная колокольня, спроектированная в стиле шатровых и ярусных звонниц XVII века. В 1913 году отремонтирован был и главный алтарь церкви.
4 апреля 1922 года в ходе кампании по изъятию церковных ценностей властями изъято свыше 17 пудов золотых и серебряных церковных украшений и утвари. Пострадал и настоятель храма, Виктор Кедров: в том же году он был осуждён на I процессе московского духовенства и мирян и приговорён к пяти годам лишения свободы. Но богослужения продолжались. В 1929 году храм впервые попытались закрыть, о чём было упомянуто в журнале «Деревенский безбожник». В 1930 году Моссовет по запросу Химико-технологического института планировал снос церкви. Несмотря на это, церковь устояла и ещё несколько лет действовала.
В июне 1931 года храм был передан обновленцам, которые после закрытия Храма Христа Спасителя сделали его своим кафедральным собором и именовали Никольским синодальным собором. Здесь служил обновленческий митрополит Московский Виталий (Введенский). С 1933 года в храме находилась чтимая Иверская икона из одноимённой часовни у Воскресенских ворот.

### Закрытие и перестраивание
В 1934 году храм был закрыт, осквернён и передан Тресту строительства набережных для конторских нужд. В 1936 году решением Моссовета здание храма передано под «Центральный антирелигиозный музей», так как здания Страстного монастыря, где он располагался к тому времени, власти решили снести. По данным архитектора Михаила Филиппова, инициатива принадлежала Владимиру Бонч-Бруевичу.
В 1936—1937 годах началась перестройка здания под нужды «Центрального антирелигиозного музея», при которой четверик храма и апсида были разобраны, а на их месте было выстроено новое пятиэтажное здание в стиле «сталинского классицизма», соединённое с трапезной. По словам Михаила Филиппова, «архитектура фасада довольно строгая, именно музейная». Крест с колокольни был сбит. Внутри пятиэтажной части комплекса сохранились некоторые части старого храмового здания и даже несущие элементы (два столпа). Помещение храма было полностью перепланировано. По мнению Михаила Филиппова, полностью старый храм не был снесён, потому что задумывался как экспонат музея атеизма. Работы были окончены в 1940 году, но музей в нём так и не открылся, так как помешала начавшаяся Вторая мировая война.
В 1944 году помещения музея были переданы киностудии Союзмультфильм. Мультипликаторы въехали в 1945 году. Здесь шло производство рисованных картин. Производство кукольных фильмов шло в бывшем храме Спаса Преображения на Арбате. За годы пребывания киностудии в данном здании оно ни разу не было капитально отремонтировано как снаружи, так и изнутри.

### Вопрос о возвращении Церкви
В 1993 году была зарегистрирована община храма святителя Николая Чудотворца. На протяжении многих лет община добивалась возвращения храма, в дни памяти святителя Николая люди собирались на молебен у стен храма.

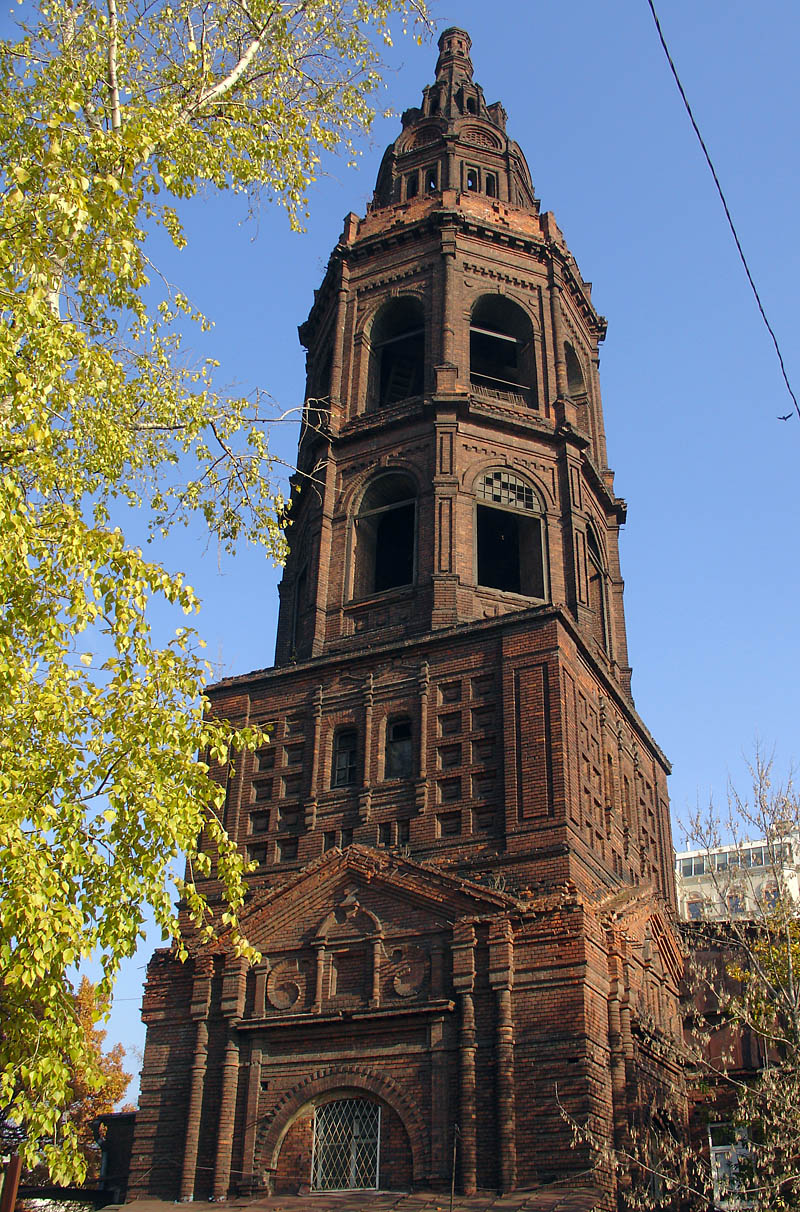
Колокольня храма в 2007 году

В 1999 году Патриарх Московский и всея Руси Алексий II обратился к главе правительства России Владимиру Путину с ходатайством о возвращении Русской православной церкви данного храма. Исполняя поручение правительства, председатель Госкомитета по кинематографии А. А. Голутва в своём письме от 1 декабря 1999 года на имя Патриарха Алексия II, в частности, писал: «Госкино России в настоящее время готовит обращение в Министерство государственного имущества с просьбой о предоставлении ФГУП Киностудия „Союзмультфильм“ помещения <…> В случае положительного решения данного вопроса Комитет сделает все от него зависящее для незамедлительного освобождения храма святителя Николая в Новой Слободе». В последующие годы Министерство имущественных отношений рассматривало и предлагало ФГУП Киностудия «Союзмультфильм» для переезда несколько объектов, однако они по разным причинам не принимались.
В марте 2004 года приходской совет предложил начать срочную консервацию находящейся в аварийном состоянии колокольни, которая практически не использовалась киностудией, с целью устроить там временную часовню. Но и такой компромиссный вариант не устроил директора ФГУП Киностудия «Союзмультфильм» Э. А. Рахимова.
К тому времени творческая деятельность в здании сошла практически на нет. В 2010 году Эдуард Назаров, описывая царившую на "Союзмульфильме" разруху, в том числе сказал: «„Союзмультфильм“ развалился, вместо него, заполнив все пространство, возник ФГУП фильмофонд киностудии „Союзмультфильм“, коммерческое предприятие, но государственное при этом. Фильмы там не делаются, только зарабатываются деньги куда-то там для себя, я полагаю. Там даже разрушили самое лучшее в Европе тон-ателье. Оно находилось в старом здании церкви. Там были полутораметровые стены, тишина совершенно идеальная. Теперь там кабинет начальника ФГУП». Назначенная в феврале 2017 года председателем правления «Союзмультфильма» Юлиана Слащёва констатировала: «Когда я впервые приехала в старое здание студии на Долгоруковской улице, производства там просто не было. Да, собственно говоря, как не было и творческой команды. Хорошо помню — когда я пришла, весь её состав был расписан на листке формата А4. Большую часть занимало подробное описание административной части: бухгалтер, инженер, помощник бухгалтера и так далее. Только одна колонка отведена была под „Творческо-производственный отдел“ из 12 человек, и было совершенно не понять, кто там есть кто».
В начале 2014 года министр культуры Владимир Мединский заявил, что «Союзмультфильм» решено перевести в новое здание на улице Академика Королёва. Переезд первоначально планировалось завершить ещё в 2015 году. Освободившееся старое здание при этом предполагалось приватизировать, однако в 2016 году глава юридической службы Московской патриархии игуменья Ксения (Чернега) заявила, что из списка приватизируемых объектов здание исключено и вскоре будет передано Русской православной церкви.
В мае 2017 года в ходе прошедшей в Кремле встречи президента России Владимира Путина с российскими аниматорами председатель правления «Союзмультфильма» Юлиана Слащёва сообщила президенту, что студия уже получила ключи от нового здания на улице Академика Королёва, дом 21. В сентябре 2017 год, длившийся более года переезд «Союзмультфильма» в новые помещения завершился, в связи с чем здание на Долгоруковской улице вернулось в распоряжение Росимущества. Глава департамента кинематографии Минкультуры Вячеслав Тельнов отметил: «наконец-то „Союзмультфильм“ переехал в новое место, фешенебельное, хорошее, отремонтированное, с новыми технологиями. Как было задумано, он получил полноценное своё здание. А здание в Долгоруковском переулке изжило себя технологически».

### Возрождение церковной жизни

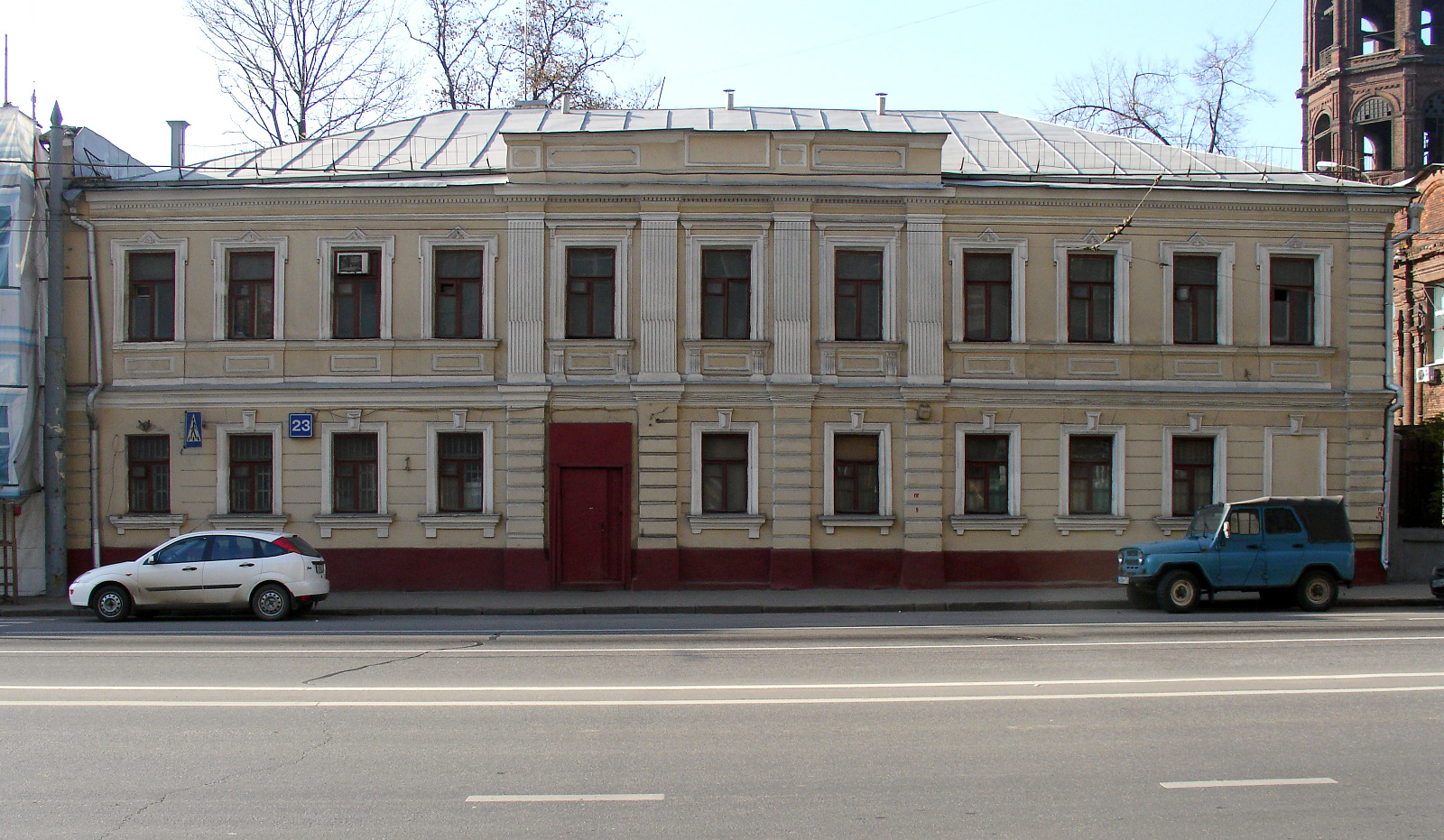
Дом причта по адресу Долгоруковская улица, 23. 2007 год

В декабре 2007 года московские власти приняли решение передать в безвозмездное пользование приходу дом причта по адресу Долгоруковская улица, 23, рядом с церковью, которое занимало УВД Центрального административного округа. Однако передан церковной общине он было только к концу 2011 года. Дом причта достался приходу в плачевном состоянии: внутренняя часть правого крыла здания разрушена, а здание в целом нуждалось в капитальном ремонте.
5 декабря 2011 года Патриарх Московский и всея Руси Кирилл своим указом передал храм на попечение и возобновление в нём богослужений Синодальному миссионерскому отделу, а его глава, архиепископ Белгородский и Старооскольский Иоанн (Попов), был назначен его настоятелем. 24 декабря 2011 года в доме причта возобновлены регулярные богослужения. По выходным дням, а также в двунадесятые и великие праздники проводятся службы. В 2012 году во время праздничной Пасхальной службы впервые с момента закрытия храма был совершён крестный ход вокруг здания Никольского храма, а 10 августа 2013 года в день памяти Смоленской иконы Божией Матери впервые после закрытия храма был отслужен молебен в здании «Союзмультфильма».
В конце января 2018 года Патриархом Кириллом в Никольский храм для его восстановления и возобновления богослужений был направлен протоиерей Валерий Буланников. 7 февраля 2018 года Росимущество передало Русской Православной Церкви в безвозмездное пользование помещение храма по адресу ул. Долгоруковская, 25. Акты приёма-передачи площадей подписал митрополит Белгородский и Старооскольский Иоанн. Руководитель Росимущества Дмитрий Пристансков по этому поводу сказал: «установилась историческая справедливость».

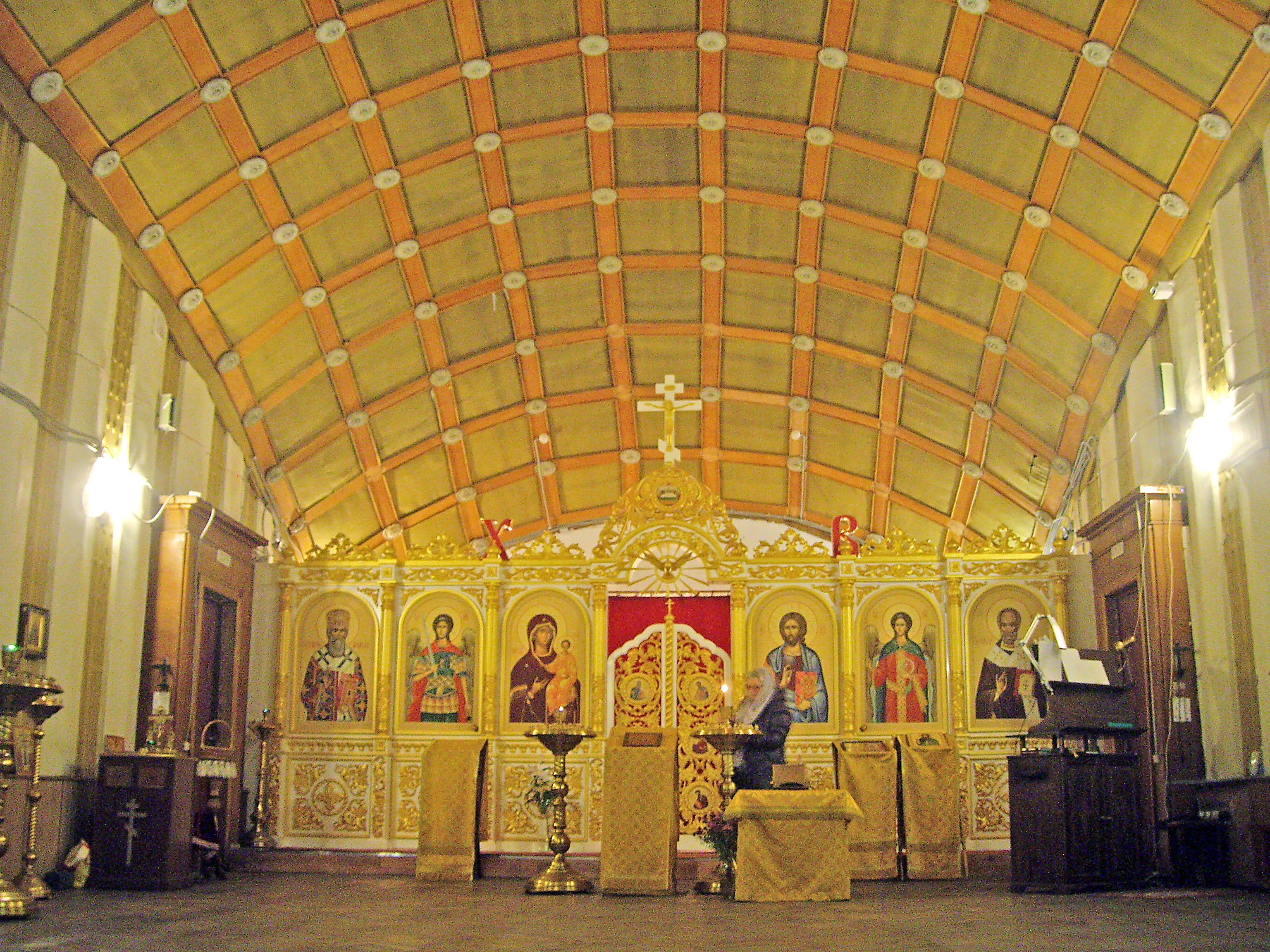
Храм во имя Смоленской иконы Божией Матери на втором этаже бывшей трапезной. 20 октября 2018 года

В короткий срок после передачи здания храм был готов к богослужениям. 31 марта был освящён иконостас, привезённый из Белгородской епархии, после чего было отслужено Всенощное бдение Вербного воскресения, а на следующий день — первая после 85-летнего перерыва Божественная Литургия. 13 мая того же года митрополит Белгородский и Старооскольский Иоанн впервые после закрытия храма совершил Божественную литургию архиерейским чином.
С 2018 в храме начался ремонт внутренних помещений. До и после ковида прихожане во главе с протоиереем Валерием Буланниковым смогли обустроить храм на втором этаже, обновить коридоры и комнаты вокруг него, вестибюль, все лестницы и помещения в пятиэтажной пристройке. В 2022 году новый настоятель храма — епископ Луховицкий Евфимий (Моисеев) поставил более масштабную задачу — реконструировать пространство первого этажа. 12 августа 2022 года начался демонтаж перегородок. В ходе этих работ было вывезено более 50 контейнеров строительного мусора. На подготовительном этапе епископ Евфимий и его помощники обсуждали варианты переустройства пространства, составляли проекты, рассчитывали сметы, изыскивали средства, подбирали строителей. После очистки пола до основания начались работы по его выравниванию и настилу керамической плитки. В это же время возводили иконостас. Заменяли старые окна. После четырёх месяцев было завершено восстановление Никольского придела. 19 декабря 2022 года состоялась первое Богослужение — молебен перед чтимой иконой Николая Чудотворца. Параллельно с возрождением Никольского придела шла реконструкция трапезной части бывшего Смоленского храма. Её также расчищали до исходных объёмов. Выравнивали, шпатлевали, красили стены и потолок. Бетонировали пол и клали керамическую плитку и многажды отмывали поверхность от оседавшей побелочной пыли. 22 мая 2023 года состоялось малое освящение придела Святителя Николая. 
С октября 2022 в храме также совершаются богослужения на иностранных языках (французском и английском).
Весной и осенью 2023 года прихожане продолжали трудиться на расчистке помещений церковного здания: подвал был освобождён от битых кирпичей, хлама, оставшегося от киностудии «Союзмультфильм». В июне 2023 года в храм Святителя Николая была принесена копия Годеновского креста. Осенью 2023 года рабочими были расчищены боковые помещения вестибюля для их ремонта. 24 июня 2023 года прихожане и посетители навели чистоту на колокольне

## Охранный статус и состояние храма
До 2000-х годов здание, несмотря на солидную историю, не имело какого либо охранного статуса.
В начале 2000-х годов проводилось историко-архитектурное обследование здания. Специалисты признали культурную ценность за обеими частями постройки — и церковной, и административной. Особо отмечалось, что при введении здания в списки выявленных объектов культурного наследия встанет вопрос о реставрации, при этом отмечалось нецелесообразность сноса советской постройки, имеющей, по мнению специалистов, ценность, как образца «сталинского классицизма 1930-х гг.», так и места, где на протяжении многих лет работали лучшие советские мультипликаторы. Также отмечалось, что в случае сноса административного здания «Союзмультфильма» и восстановления бывшего на его месте храма алтарные апсиды выйдут на проезжую часть улицы.

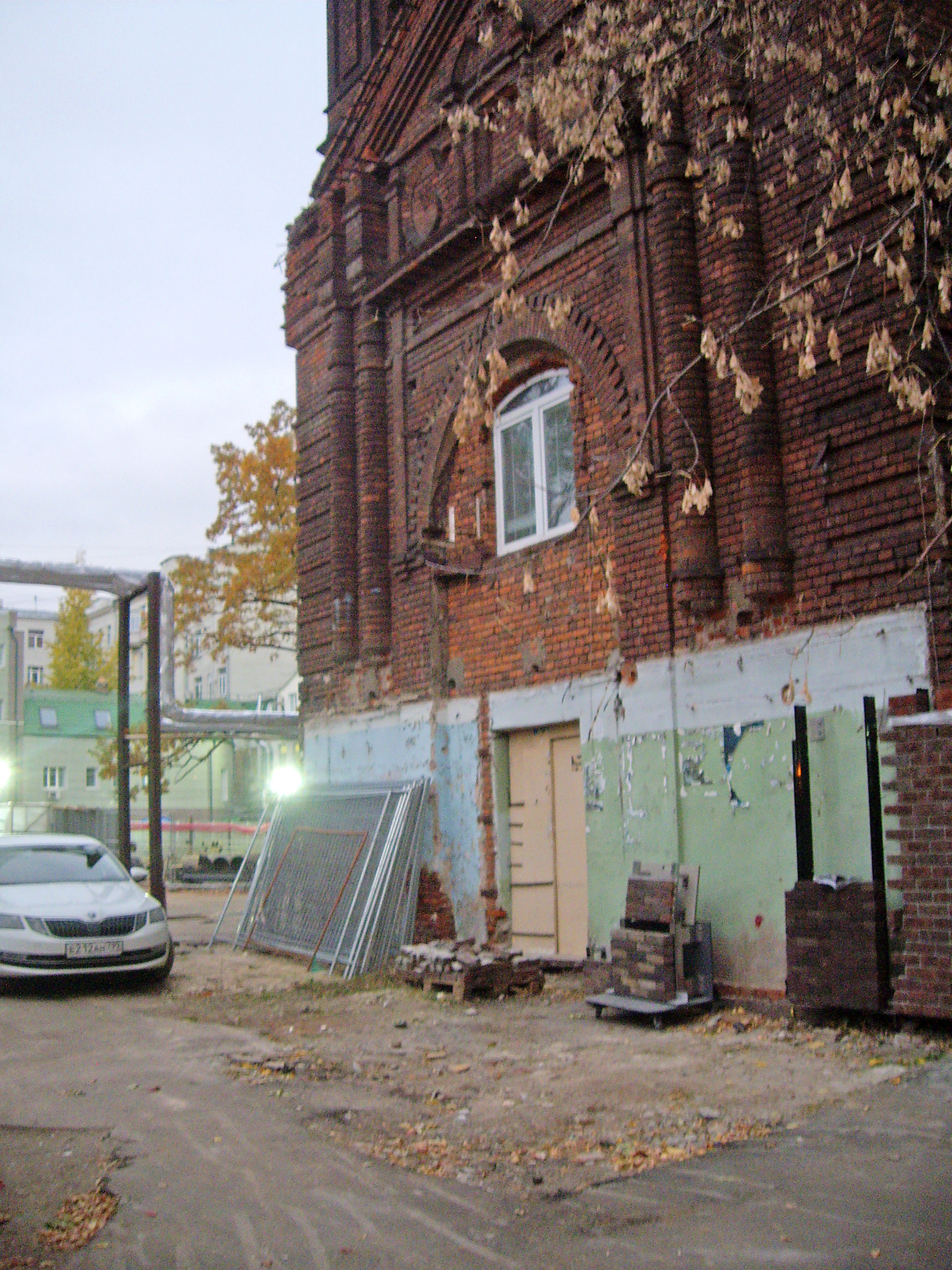
Колокольня храма в октябре 2018 г. Пристройка снесена.

16 ноября 2004 года рабочая группа экспертной комиссии по недвижимым объектам наследия и их территориям, осмотрев здание, постановила: «принимая во внимание утрату основного объёма храма считать нецелесообразным отнесение его к числу выявленных объектов культурного наследия, отнести [здание] к числу ценных объектов историко-градостроительной среды». 30 декабря того же года решение рабочей группы было подтверждено протоколом пленарного заседания экспертной комиссии по недвижимым объектам наследия и их территориям. Это едва ли не единственный в постсоветское время случай, когда было отказано в постановке под охрану культовых зданий.
28 декабря 2005 года решением Экспертной комиссии по недвижимым объектам наследия и их территориям здание храма («Храм Николая Чудотворца в Новой Слободе, арх. С. Ф. Воскресенский, Н. С. Курдюков, 1904 г.») отнесено к объектам историко-градостроительной среды.
19 сентября 2006 года в постановлении правительства Москвы № 706-ПП было указано, что здание храма находится в границах объединённой охранной зоны № 141 и «является объектом, обладающим признаками объекта культурного наследия».
Журналисты, писавшие о здании храма в 2010-е годы, отмечали его плохое состояние. В 2011 году «Коммерсантъ» констатировал: «в зданиях „Союзмультфильма“ капитальный ремонт не проводился уже полвека, а в 30 % помещений из-за ветхости труб вообще нет центрального теплоснабжения». В 2015 году Анар Гасимов отмечал, что красный кирпич, из которого были выстроены колокольня и трапезная, потерял былой яркий цвет, потемнел от времени, стал бурым, во многих местах осыпался.
В мае 2017 года активисты московского штаба Общероссийского народного фронта констатировали, что храм нуждается в реставрации: старая кирпичная кладка разрушается, колокольню лишили купола и колоколов, окна выбиты, вокруг — покосившийся забор с колючей проволокой. В связи с этим представители ОНФ сформировали пакет документов для заявки в Мосгорнаследие о признании храма с его многовековой историей объектом культурного наследия. Координатор движения «Архнадзор», член Совета при президенте РФ по культуре и искусству Константин Михайлов отмечал: «Это нонсенс, что столь знаменитое здание, сохранившее части начала XVIII века, пусть и в перестроенном виде, сохранившее трапезную и колокольню в своём первоначальном облике проекта известного архитектора Николая Сильвестровича Курдюкова, не входит в список охраняемых государством памятников».